# Vincenzo Velardi
Vincenzo Velardi (Macerata, 10 settembre 1894 – Roma, 5 giugno 1965) è stato un generale e aviatore italiano.
Ufficiale d'artiglieria del Regio Esercito, combatté durante la prima guerra mondiale, passando in forza alla Regia Aeronautica dopo la fine delle ostilità. Comandò il 1°, il 6° e il 53º Stormo Caccia Terrestre e durante la Guerra civile spagnola fu comandante dell'Aviazione Legionaria.

## Biografia
Nacque a Macerata il 10 settembre 1894, Arruolatosi nel Regio Esercito, arma d'artiglieria, passò in forza al battaglione aviatori, in qualità di osservatore d'aeroplano, poco dopo l'entrata in guerra del Regno d'Italia, avvenuta il 24 maggio 1915. 
Si distinse sul Vodice nel luglio 1915, venendo promosso al grado di tenente d'artiglieria il 9 settembre dello stesso anno. 
Il 2 luglio 1915 passò nella 1ª Squadriglia per l'artiglieria, che il 15 aprile 1916 divenne 41ª Squadriglia.
Prese parte alla conquista della città di Gorizia nel luglio 1916, venendo decorato di Medaglia di bronzo al valor militare.
Il 10 ottobre 1917 il Capitano Velardi comandò la 118ª Squadriglia ed il 20 ottobre 1918 era pilota di una Sezione Hanriot HD.1 aggregata alla 48ª Squadriglia.
Nel dopoguerra passò in servizio attivo presso la neocostituita Regia Aeronautica; nell'estate 1926 il Capitano Velardi comandava il 17º Gruppo caccia; nel 1931 era Tenente Colonnello e dal 3 ottobre all'11 giugno 1932 comandò il 21º Stormo, svolgendo poi vari incarichi, tra i quali quello di comandante della III Zona Aerea Territoriale e, tra l'aprile 1935 e il 15 gennaio 1936, del 1º Stormo Caccia Terrestre. Tra il 15 gennaio e il 15 maggio 1936 divenne comandante del ricostituito 6º Stormo Caccia Terrestre, basato sull'aeroporto di Gorizia e poi trasferito su quello di Ghedi.
Il 15 maggio 1936 assunse il comando del neocostituito 53º Stormo Caccia Terrestre, formatosi sull'aeroporto di Torino-Mirafiori, ed equipaggiato con i caccia biplani Fiat C.R.32.
Partito per la guerra civile spagnola, il 28 dicembre 1936 assunse il comando dell'Aviazione Legionaria, in sostituzione del tenente colonnello Ruggero Bonomi, venendo promosso al grado di Generale di brigata aerea. Guidò i suoi reparti durante la battaglia di Guadalajara (8-23 marzo 1937), ma poco tempo dopo entrò in contrasto con il comandante del CTV, generale di brigata Mario Roatta, per le continue intromissioni di quest'ultimo sull'uso dell'aviazione durante le operazioni belliche ed il 6 maggio 1937 si rivolse direttamente al Capo di Stato Maggiore della Regia Aeronautica, generale Giuseppe Valle, per avere delucidazioni. Il messaggio indirizzato a Valle fu trasmesso fortuitamente anche a Roatta, che reagì violentemente ed il 30 aprile gli intimò di dargli copia integrale del messaggio trasmesso a Roma. Venne sostituito nel mese di maggio dal generale di divisione aerea Mario Bernasconi, assumendo il comando dell'aviazione legionaria di stanza alla Baleari. Roatta fu poi sostituito nel comando dal generale di corpo d'armata Ettore Bastico. 
Tra il 17 e il 18 marzo 1938 guidò i reparti da bombardamento in una serie di incursioni aeree su Barcellona, che causarono pesanti danni alla città catalana.
Rientrato in Italia, il 6 luglio 1939 assunse il comando della 1ª Divisione Caccia Terrestre "Aquila", appartenente alla 2ª Squadra aerea del generale Gennaro Tedeschini Lalli. Alla testa dell'unità, dopo l'entrata in guerra del Regno d'Italia, avvenuta il 10 giugno 1940, prese parte alla fasi iniziali della guerra con la Francia e la Gran Bretagna. Nel prosieguo della guerra assume la direzione del Comando servizi aerei speciali. Il 1º marzo 1942 partecipò ad una riunione avvenuta presso lo Stato Maggiore della Regia Aeronautica, cui parteciparono anche il generale di squadra aerea Giuseppe Santoro, il generale di divisione aerea Umberto Cappa, il generale di brigata aerea Simon Pietro Mattei e il col. Mario Porru-Locci. In tale riunione fu designato il comandante pilota del velivolo da trasporto Savoia-Marchetti SM.75RT che avrebbe dovuto volare dall'Italia al Giappone, ritornando successivamente in Patria, il tenente colonnello Amedeo Paradisi.
Ritiratosi a vita privata dopo la fine della seconda guerra mondiale, fu tra i soci fondatori del Rotary Club di Macerata, e si spense a Roma il 5 giugno 1965. Per onorarne la memoria la città di Macerata gli ha intitolato una piazza.